# Cœurs ennemis
Pour le film muet de John M. Stahl, voir Cœurs ennemis (film, 1918).
Pour plus de détails, voir Fiche technique et Distribution.
Cœurs ennemis (The Aftermath) est un film dramatique germano-britannico-américain réalisé par James Kent, sorti en 2019.

## Synopsis
C’est en 1945, dans l'Allemagne d'après-guerre, que se situe The Aftermath, « la conséquence ».
Rachael Morgan arrive dans les ruines de Hambourg au cours d’un hiver allemand rigoureux pour retrouver son mari Lewis Morgan, colonel des forces britanniques en Allemagne chargé de reconstruire la ville dévastée et d’affronter les activités violentes des insurgés de la Werwolf, groupes paramilitaires de jusqu'au-boutistes nazis fanatiques. Ébranlé par les horreurs qu'il a vues, Lewis est désormais un humaniste soucieux d'éviter au maximum que le sang coule davantage.
La relation au sein du couple est tendue car chacun d'eux se sent responsable de la mort de leur fils Michael, tué pendant le Blitz par des bombardements allemands.
Ils logeront dans la maison réquisitionnée de l'architecte allemand Stephen Lubert et de sa fille Freda, une adolescente mutique et renfermée depuis la mort de sa mère. Lewis décide de laisser Stephen et Freda habiter dans la maison au grenier. Cette décision irrite d’abord Rachael en raison de son ressentiment contre les Allemands et elle se montre ainsi cassante et brutale envers Stephen.
Pendant ce temps, Freda se lie avec Bertie, un jeune Allemand très impliqué dans le mouvement Werwolf.
Cependant, Rachael se rapproche de Stephen puisqu'ils partagent un même chagrin : la femme de Stephen a en effet été tuée par un bombardement allié. Tous deux commencent à entretenir une liaison.
La situation se complique du fait que les forces britanniques en Allemagne soupçonnent à tort Stephen d'être lui aussi impliqué dans le mouvement Werwolf, ce qui retarde la délivrance des papiers qui lui sont nécessaires pour circuler dans la nouvelle Allemagne qui émerge peu à peu des décombres.
Lewis finit par se rendre compte que Rachael et Stephen ont une liaison quand il apprend qu'elle est intervenue pour que Stephen retrouve sa liberté de mouvement au sein de l'Allemagne occupée. Il demande des explications à Rachael qui lui dit alors qu'elle va le quitter pour refaire sa vie avec Stephen.
Bertie essaie d'assassiner Lewis mais tue son chauffeur par erreur. Il tente alors de s'échapper dans les bois mais tombe à travers la glace d'un étang gelé et meurt.
Lewis dit à Rachael de s’en aller le lendemain matin et lui confie à cette occasion l'immensité de son chagrin pour la mort de leur fils Michael. Émue, elle l'embrasse.
Le lendemain, elle accompagne Stephen et Freda à la gare mais, au moment de monter dans le train, décide finalement de rester avec son mari au lieu de partir avec Stephen.
La fin montre Lewis, écrasé de douleur après le départ de sa femme, courir vers elle lorsqu'il l'aperçoit. Ils vont pouvoir rebâtir ensemble une nouvelle vie.

## Fiche technique
- Titre original : The Aftermath
- Titre français : Cœurs ennemis
- Réalisation : James Kent
- Scénario : Joe Shrapnel et Anna Waterhouse, d'après le roman Dans la maison de l'autre de Rhidian Brook
- Photographie : Franz Lustig
- Montage : Beverley Mills
- Musique : Martin Phipps
- Production : Jack Arbuthnott, Malte Grunert et Ridley Scott
- Sociétés de production : Amusement Park Films et Scott Free Productions
- Sociétés de distribution : Fox Searchlight Pictures
- Pays de production :  États-Unis,  Royaume-Uni,  Allemagne
- Langue  : anglais
- Format : couleur
- Genre : drame
- Durée : 108 minutes
- Dates de sortie :
  - Royaume-Uni : 1er mars 2019
  - États-Unis : 15 mars 2019
  - France : 1er mai 2019

## Distribution
- Keira Knightley (VF : Sybille Tureau) : Rachael Morgan
- Alexander Skarsgård (VF : Nessym Guetat) : Stefan Lubert
- Jason Clarke (VF : Xavier Fagnon) : Lewis Morgan
- Flora Thiemann (VF : Cécile Gatto) : Freda Lubert
- Martin Compston (VF : Nicolas Dangoise) : Burnham
- Alexander Scheer (VF : Christophe Lemoine) : Siegfried Leitmann
- Anna Katharina Schimrigk : Heike
- Jack Laskey (VF : François Santucci) : Wilkins
- Fionn O'Shea (VF : Gabriel Bismuth-Bienaimé) : Barker
- Kate Phillips (VF : Bénédicte Bosc) : Susan
- Rosa Enskat : Greta
- Frederick Preston : Michael Morgan
- Jannik Schümann : Bertie

 Source et légende : version française (VF) sur RS Doublage

## Accueil

### Critiques
Le film n'a pas convaincu et a reçu une note moyenne de 2,6 sur Allociné.
20 Minutes félicite l'actrice principale : « Keira Knightley vibre dans Cœurs ennemis de James Kent » et Télérama complimente le film « Centré sur le face-à-face entre deux victimes de l’Histoire, le récit se développe avec tact et intelligence à l’aube d’une nouvelle ère, entre haine et réconciliation ».